# Chevrolet Corvette C5-R
Chevrolet Corvette C5-R – wyścigowe GT produkowane przez firmę Chevrolet, należącą do koncernu General Motors w latach 2000–2002. Typ nadwozia to 2-drzwiowe coupé. Następca modelu Chevrolet Corvette C4. Do napędu użyto jednostki V8 7,0 l (6980 cm³) 90° OHV, 16v/2 zawory cylinder (zmodifikowany LS1), generującą moc maksymalną 620 KM przy 6200 obr./min. Maksymalny moment obrotowy 671 Nm przy 5600 obr./min. Moc przenoszona była na tylną oś poprzez 6-biegową manualną skrzynię biegów. Samochód został zastąpiony przez model Chevrolet Corvette C6.R. Osiągi nie są znane. Pojazd ten, wygrał w swojej klasie – GT1 w ALMS (American Le-Mans Series).

## Dane techniczne

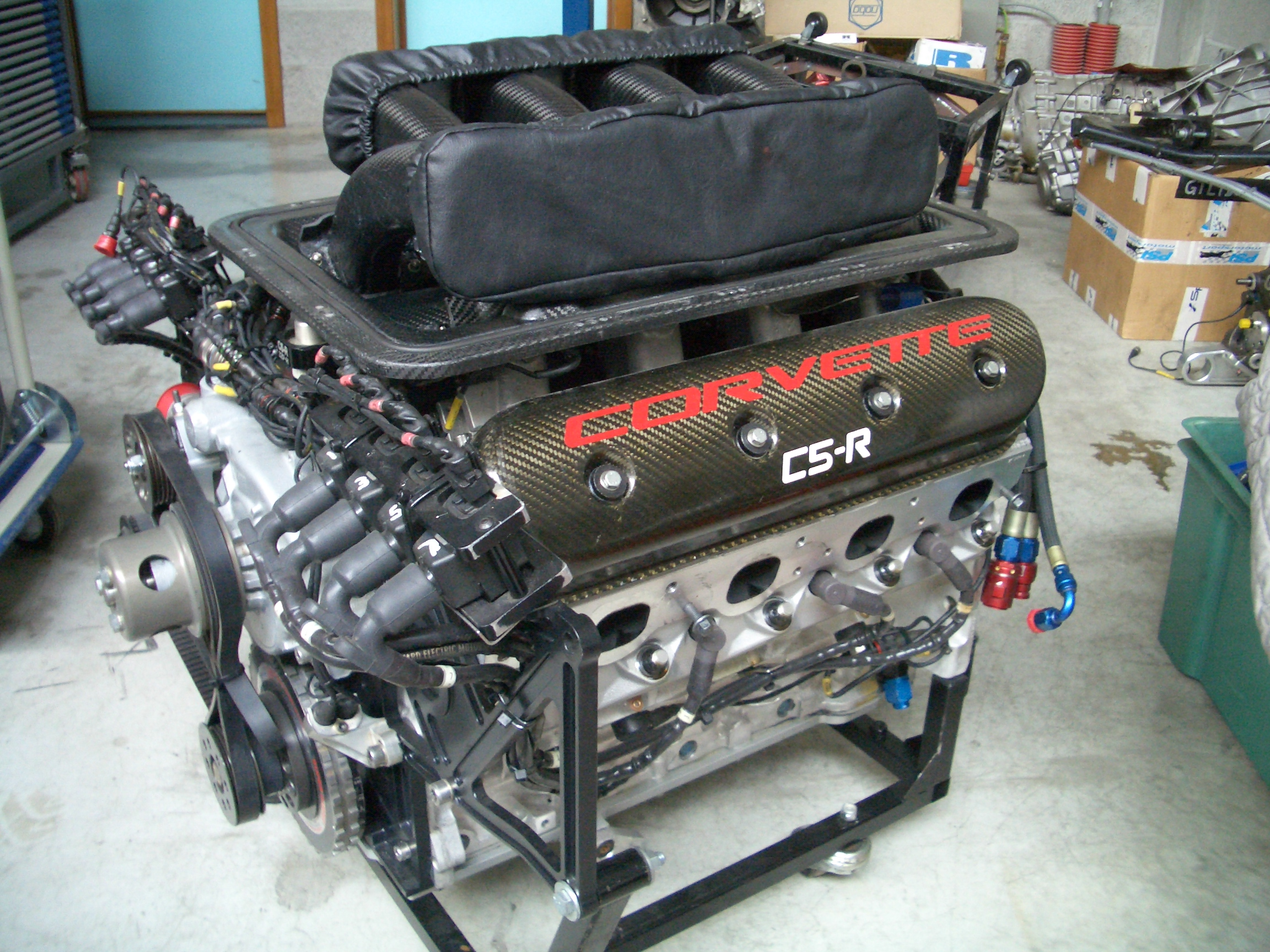
Silnik pojazdu

### Silnik
- V8 7,0 l (6980 cm³), 2 zawory na cylinder, wolnossący
- Umieszczony centralnie
- Układ zasilania: wtrysk
- Średnica cylindra × skok tłoka: 104,6 mm × 101,6 mm
- Stopień sprężania: 12,5:1
- Moc maksymalna: 620 KM (463 kW) przy 6200 obr./min
- Maksymalny moment obrotowy: 671 N•m przy 5600 obr./min

### Osiągi
- Przyspieszenie 0–100 km/h: b/d
- Prędkość maksymalna: b/d
- Stosunek mocy do masy: 0,54 KM/kg